# Marc Millecamps
Marc Millecamps (Waregem, 9 ottobre 1950) è un ex calciatore belga, di ruolo centrocampista.